# Adio dragă Nela
Adio dragă Nela, menționat uneori Adio, dragă Nela, Adio, dragă Nela! sau, după titlul de lucru, Întoarcerea fiilor risipitori, este un film de comedie românesc din 1972, regizat de Cornel Todea. Rolurile principale au fost interpretate de actorii Ștefan Iordache, Mircea Diaconu, Irina Gărdescu și Dan Deșliu. Filmul, care urma să aibă premiera în iunie 1972, a fost interzis din ordinul lui Dumitru Popescu cu indicația să nu fie „prezentat nici în rețea și nici la comisiile pentru achiziții externe” și a fost difuzat abia în anul 1990.

## Distribuție
- Ștefan Iordache — Costică Cercel, escroc tânăr
- Mircea Diaconu — Bibi Nedelescu, escroc tânăr, prietenul lui Costică
- Irina Gărdescu — Ortansa, secretara „avocatului”, milițiancă sub acoperire
- Dan Deșliu — „avocatul” pensionar Erbașu, „tatăl” care-și caută copiii pierduți în timpul războiului, colonel de miliție sub acoperire
- Jean Constantin — „Italianul”, escroc bucureștean care se dă drept turist italian
- Vasilica Tastaman — Nela, iubita lui Costică
- Irina Bîrlădeanu — Nuți, iubita lui Bibi
- Jean Lorin Florescu — Arghir, escroc experimentat
- Adrian Georgescu — Pompilică, escroc, partenerul lui Arghir
- Dan Nuțu — escrocul tânăr care sosește la sfârșitul petrecerii
- Florian Pittiș — escrocul tânăr care sosește la sfârșitul petrecerii (menționat Florian Pitiș)
- Gelu Manolache — escroc cu părul creț
- Ștefan Radof — escrocul cu păr grizonat
- Teddy Dumitriu
- Gheorghe Buznea
- Maricel Laurențiu
- Ion Anestin
- Luca Dragostin
- Ion Chelaru
- Lucian Iancu — escrocul gras cu barbă (menționat Iancu Lucian)
- Ștefan Thury
- Mircea Cosma
- Tudor Stavru — escrocul solid cu mustață
- Petre Lupu — escrocul creț din Baia Mare
- Dan Vieru
- Virgil Andronic
- Ion Bucurescu
- Petre Gheorghiu-Goe — ospătarul din vagonul restaurant (nemenționat)
- Elena Ioja — fată blondă de la petrecerea escrocilor (nemenționată)

## Producție
Filmările au avut loc pe litoralul Mării Negre. S-au terminat în octombrie 1971. Cheltuielile de producție s-au ridicat la 2.765.000 lei.

## Primire
Filmul a fost vizionat de 337.154 spectatori în cinematografele din România, după cum atestă o situație a numărului de spectatori înregistrat de filmele românești de la data premierei și până la data de 31 decembrie 2014 alcătuită de Centrul Național al Cinematografiei.